# Karoline Pichler (ski alpin)
Karoline Pichler, née le 30 octobre 1994 à Bolzano, est une skieuse italienne.

## Biographie
Elle participe à des courses FIS dès la saison 2009-2010 et fait ses débuts en Coupe d'Europe en décembre 2011, puis en Coupe du monde en décembre 2013 pour une course à Saint-Moritz. En Coupe d'Europe,son premier podium intervient en janvier 2013 et sa première victoire en décembre 2014 à Hemsedal. Elle est aussi vice-championne du monde junior 2014 du slalom géant.
En Coupe du monde, elle marque ses premiers en décembre 2014 en se classant 23e du slalom géant de Kühtai. C'est seulement quatre ans plus tard, qu'elle retrouvé le top trente en finissant 16e du slalom géant de Kronplatz. En 2016, elle s'est blessée au genou et en 2017, elle est de nouveau victime d"une rupture des ligaments croisés, entraînant une seconde année blanche.

## Palmarès

### Coupe du monde
- Meilleur classement général : 107e en 2015 et 2019.
- Meilleur résultat : 16e.

#### Différents classements en Coupe du monde
| Année/Classement | Année/Classement | Général | Général | Descente | Descente | Super-G | Super-G | Slalom géant | Slalom géant |
| ---------------- | ---------------- | ------- | ------- | -------- | -------- | ------- | ------- | ------------ | ------------ |
| Année/Classement | Année/Classement | Class   | Points  | Class    | Points   | Class   | Points  | Class        | Points       |
| 2015             | 2015             | 107e    | 8       | -        | 0-       | -       | -       | 42e          | 8            |
| 2019             | 2019             | 107e    | 15      | -        | -        | -       | -       | 42e          | 15           |

### Coupe d’Europe
- 3 victoires en slalom géant.

### Championnats du monde junior
- Jasná 2014 :
  -  Médaille d'argent au slalom géant.

### Festival olympique de la jeunesse européenne
- Liberec 2011 :
  -  Médaille d'argent au slalom géant.